# سیرا نوادا (آتشفشان)
سیرا نوادا (انگلیسی: Sierra Nevada) یک آتشفشان چینه‌ای است که در منطقه آرائوکانیا در شیلی و در نزدیکی آتشفشان لایما قرار دارد. آخرین فوران قطعی این آتشفشان در دوره پلیستوسن بوده ولی فعالیت آن احتمالاً تا دوره هولوسن ادامه داشته است. جنس اصلی گدازه‌های آن آندزیت و بازالت است، گرچه این آتشفشان جریان آذرآواری نیز تولید کرده است. گل‌رودها نیز از مخاطرات این آتشفشان به‌شمار می‌روند. این آتشفشان در پارک ملی کونگوئیلیو قرار دارد.